# ITF Brasília
Das ITF Brasília ist ein Tennisturnier der ITF Women’s World Tennis Tour, das in Brasília ausgetragen wird. Veranstaltungsort des Turniers ist das Estádio Arena Mané Garrincha.

## Geschichte
Offizielle Namen der Turniere bis heute:
- 2008–2010: Brasilia Open
- 2010: Circuito Brasileiro Feminino
- 2012: Aberto de Brasília
- 2012: Taça Brasília de Tênis
- 2021: Aberto da Republica
- 2023–: Engie Open

## Siegerliste

### Einzel
| Jahr | Kategorie | Belag        | Siegerin         | Finalgegnerin            | Ergebnis        |
| ---- | --------- | ------------ | ---------------- | ------------------------ | --------------- |
| 2008 | $10.000   | Sand         | Nathalia Rossi   | Fernanda Hermenegildo    | 6:2, 6:4        |
| 2010 | $10.000   | Sand         | Fernanda Faria   | Paula Cristina Gonçalves | 6:75, 6:3, 6:4  |
| 2010 | $10.000   | Hartplatz    | Paula Ormaechea  | Anna-Clara Duarte        | 3:6, 7:61, 7:66 |
| 2012 | $25.000   | Sand         | Gabriela Paz     | Andrea Koch Benvenuto    | 6:3, 6:3        |
| 2012 | $25.000   | Sand         | Timea Bacsinszky | Raluca Olaru             | 7:5, 6:2        |
| 2021 | W60       | Sand (Halle) | Panna Udvardy    | Elina Awanessjan         | 0:6, 6:4, 6:3   |
| 2023 | W80       | Hartplatz    | Lulu Sun         | Léolia Jeanjean          | 6:4, 4:6, 6:2   |

### Doppel
| Jahr | Kategorie | Belag        | Siegerinnen                               | Finalgegnerinnen                            | Ergebnis          |
| ---- | --------- | ------------ | ----------------------------------------- | ------------------------------------------- | ----------------- |
| 2008 | $10.000   | Sand         | Fabiana Chiaparini Carla Tiene            | Carla Beltrami Natalia Guitler              | 7:5, 4:6, [13:11] |
| 2010 | $10.000   | Sand         | Fernanda Faria Paula Cristina Gonçalves   | Gabriella Barbosa-Costa Silva Natalia Cheng | 6:4, 6:4          |
| 2010 | $10.000   | Hartplatz    | Ana-Clara Duarte Fernanda Hermenegildo    | Monique Albuquerque Roxane Vaisemberg       | 6:2, 6:4          |
| 2012 | $25.000   | Sand         | Maria-Fernanda Alvarez-Teran Gabriela Paz | Alizé Lim Aleksandrina Najdenowa            | 6:2, 6:4          |
| 2012 | $25.000   | Sand         | Timea Bacsinszky Julia Cohen              | Elena Bogdan Raluca Olaru                   | 6:3, 3:6, [10:8]  |
| 2021 | W60       | Sand (Halle) | Carolina Alves María Carlé                | Walerija Strachowa Olivia Tjandramulia      | 6:2, 6:1          |
| 2023 | W80       | Hartplatz    | Carolina Alves Julia Riera                | Eden Silva Walerija Strachowa               | 6:2, 6:3          |

## Quelle
- ITF Homepage